# Evangelische Kirche (Ober-Widdersheim)

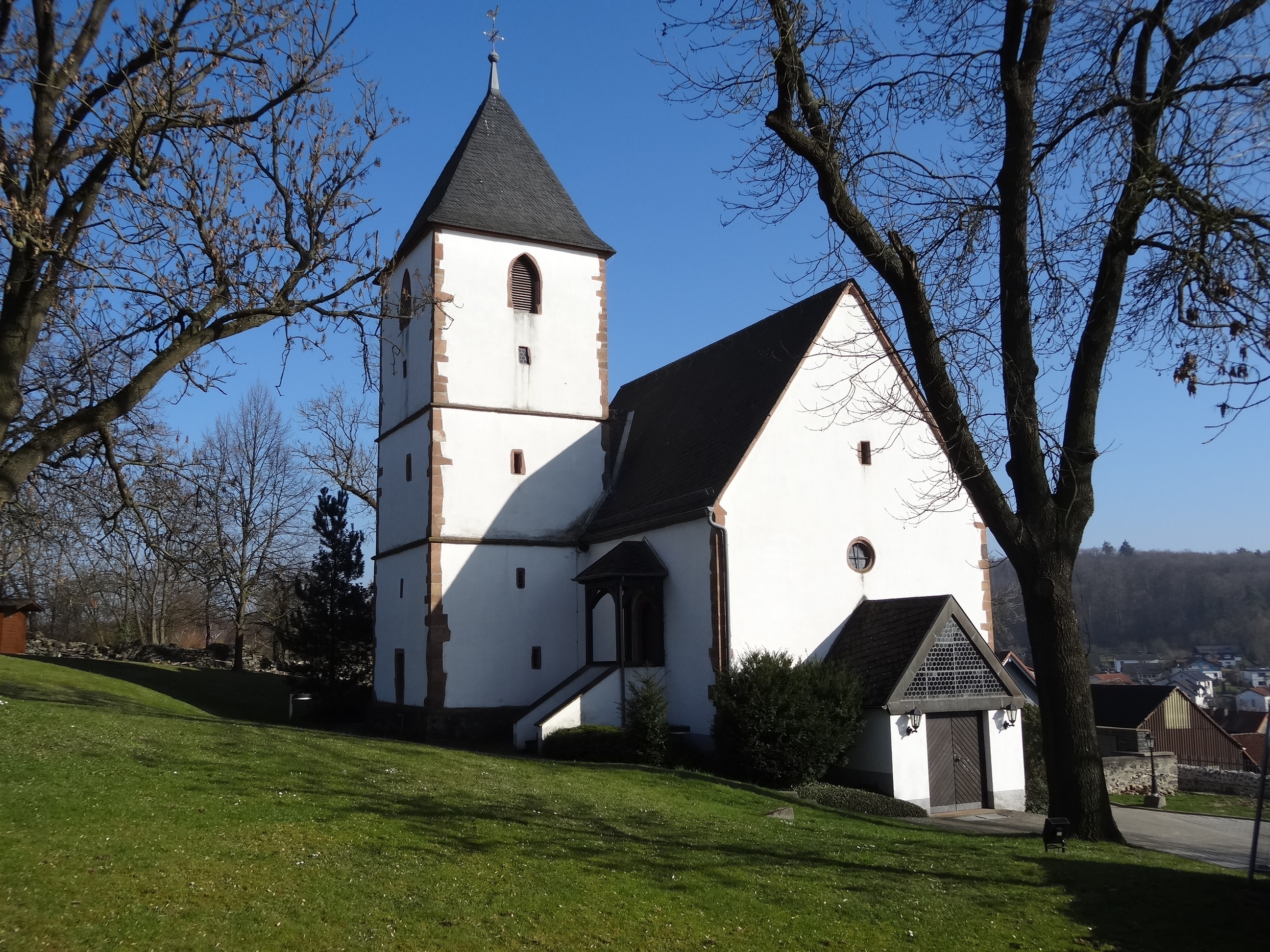
Kirche von Nordwest

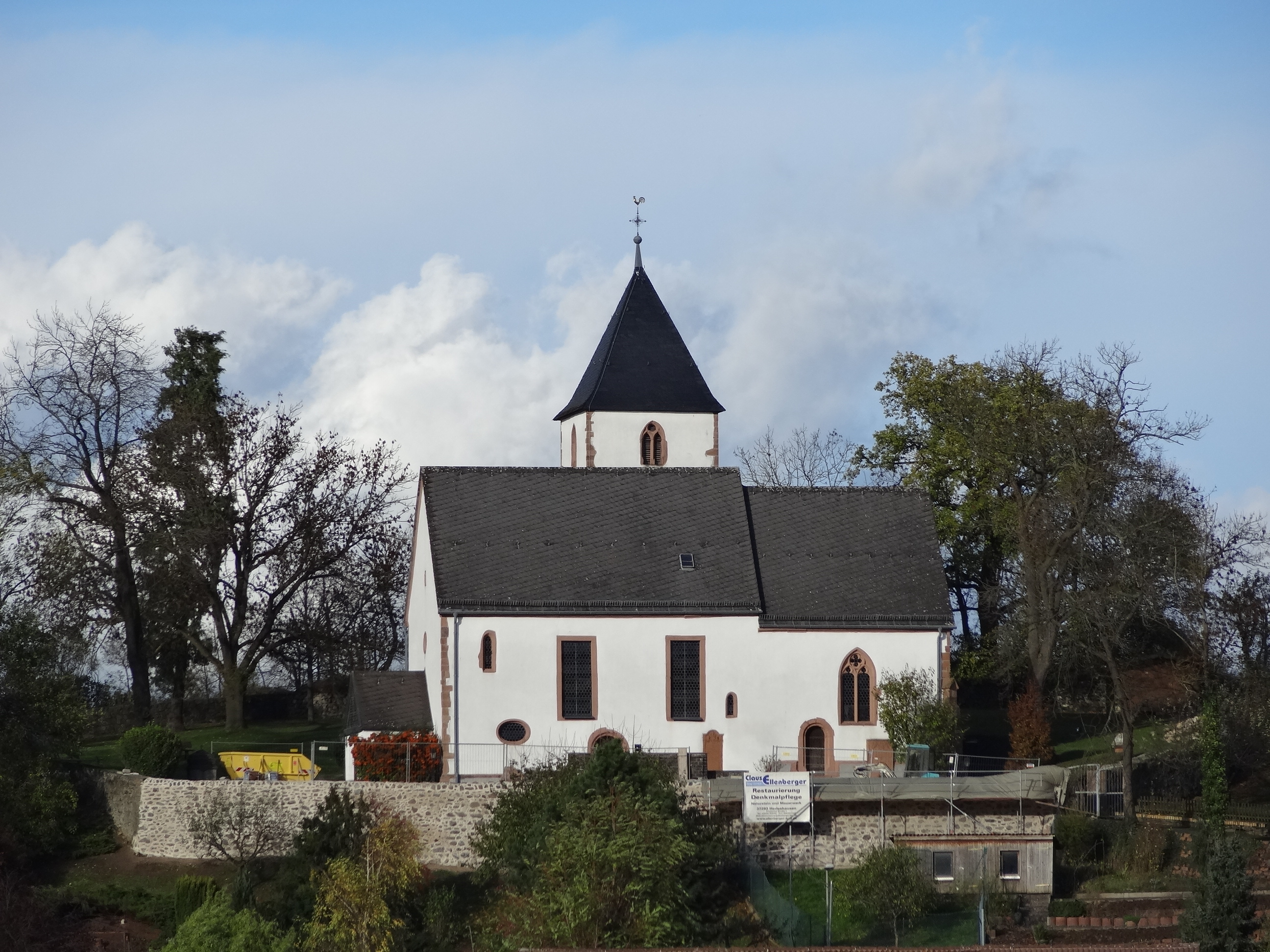
Kirche von Süden

Die Evangelische Kirche in Ober-Widdersheim, einem Stadtteil von Nidda im Wetteraukreis (Hessen), geht in ihren ältesten Teilen auf das 13. Jahrhundert zurück. Der Turm wurde Anfang des 14. Jahrhunderts und die Sakristei im Jahr 1928 erneuert. Auch ihre Funktion als Wehrkirche ist noch gut erkennbar. Die Kirche ist ortsbildprägend und hessisches Kulturdenkmal.

## Geschichte
Die im 13. Jahrhundert errichtete Kirche war der hl. Maria geweiht. Eine stark verwitterte gotische Marienstatue über dem Westportal weist auf dieses Patrozinium hin. Der Kirchturm wurde zu Beginn des 14. Jahrhunderts angebaut. Im Jahr 1316 wurde Ober-Widdersheim zur selbstständigen Pfarrei erhoben. Filialen waren Borsdorf, Unter-Widdersheim und Häuserhof.
In kirchlicher Hinsicht gehörte die Pfarrkirche im Spätmittelalter zum Archidiakonat von St. Maria ad Gradus im Erzbistum Mainz. Ober-Widdersheim bildete den Sendbezirk im Dekanat Friedberg.
Der Altarraum wurde im 15. Jahrhundert umgestaltet, indem im Stil der Gotik ein Gewölbe eingezogen und große Fenster eingebrochen wurden.
Mit Einführung der Reformation im Jahr 1528 wechselte Ober-Widdersheim zum protestantischen Bekenntnis. Erster evangelischer Pfarrer war Pankratius Chelius, der hier von 1528 bis 1561 wirkte. Sein Sohn Johannes war bis 1591 Pfarrer in Ober-Widdersheim, der gleichnamige Enkel anschließend bis 1633.
Durchziehende französische Truppen plünderten 1796 den Ort und zerstörten die Orgel. Da eine Erweiterung des alten Friedhofs nicht den gesetzlichen Bestimmungen entsprach, wurde 1907/8 ein neuer Friedhof im freien Feld angelegt.
Im Jahr 1914 und 1927/28 fanden umfassende Innenrenovierungen statt, bei der die Stuckdecke erneuert und die Chormalereien freigelegt wurden. Die frühere Umwandlung von Chorfenstern in Türen wurde rückgängig gemacht. Ein Turmwand wurde entfernt und die Orgel in das Turmzimmer verlegt. Die Sakristei wurde auf den mittelalterlichen Fundamenten neu errichtet. In den 1960er Jahren wurde ein Gemeindehaus errichtet.

## Architektur

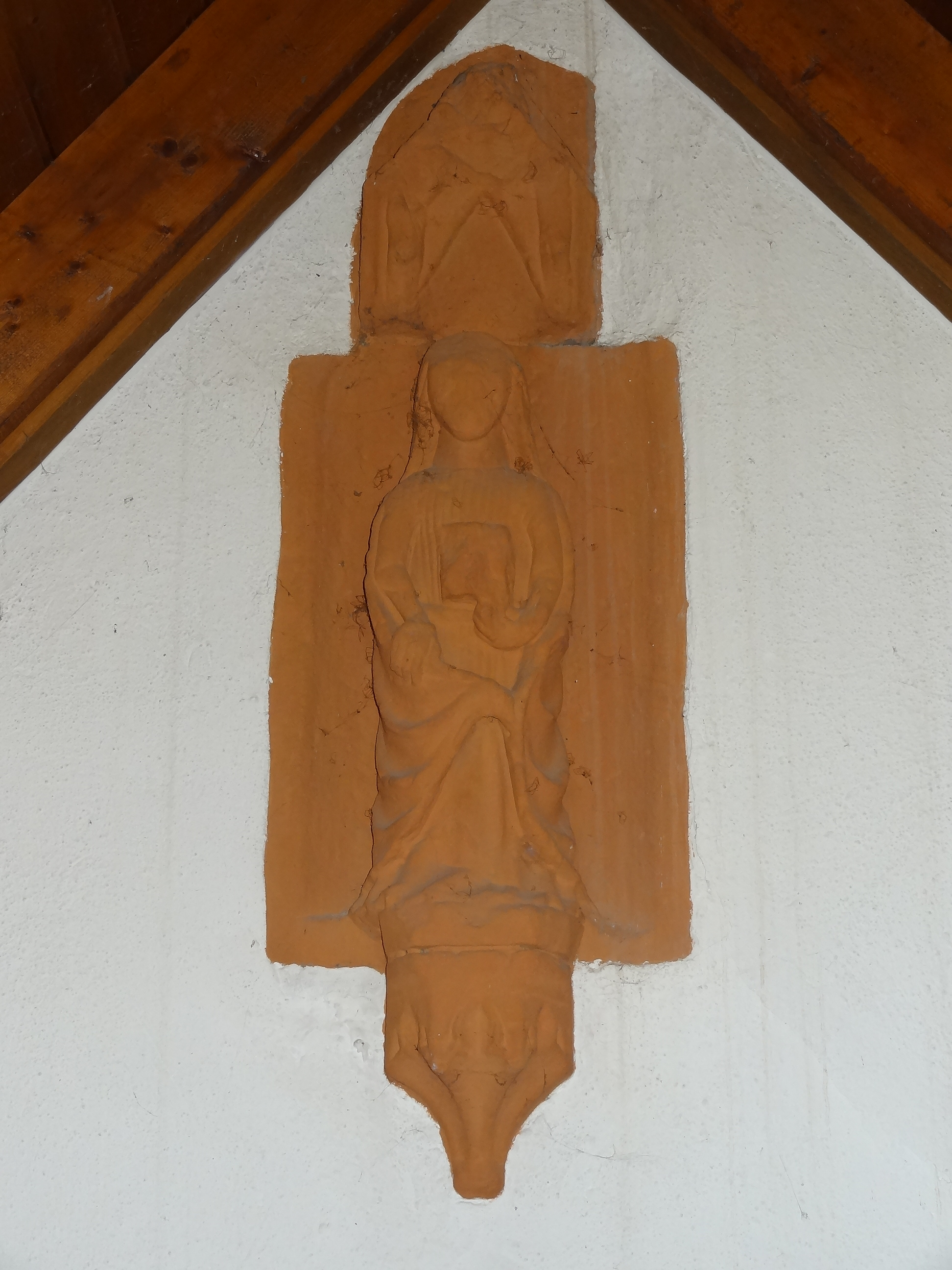
Gotische Marienstatue über dem Westportal

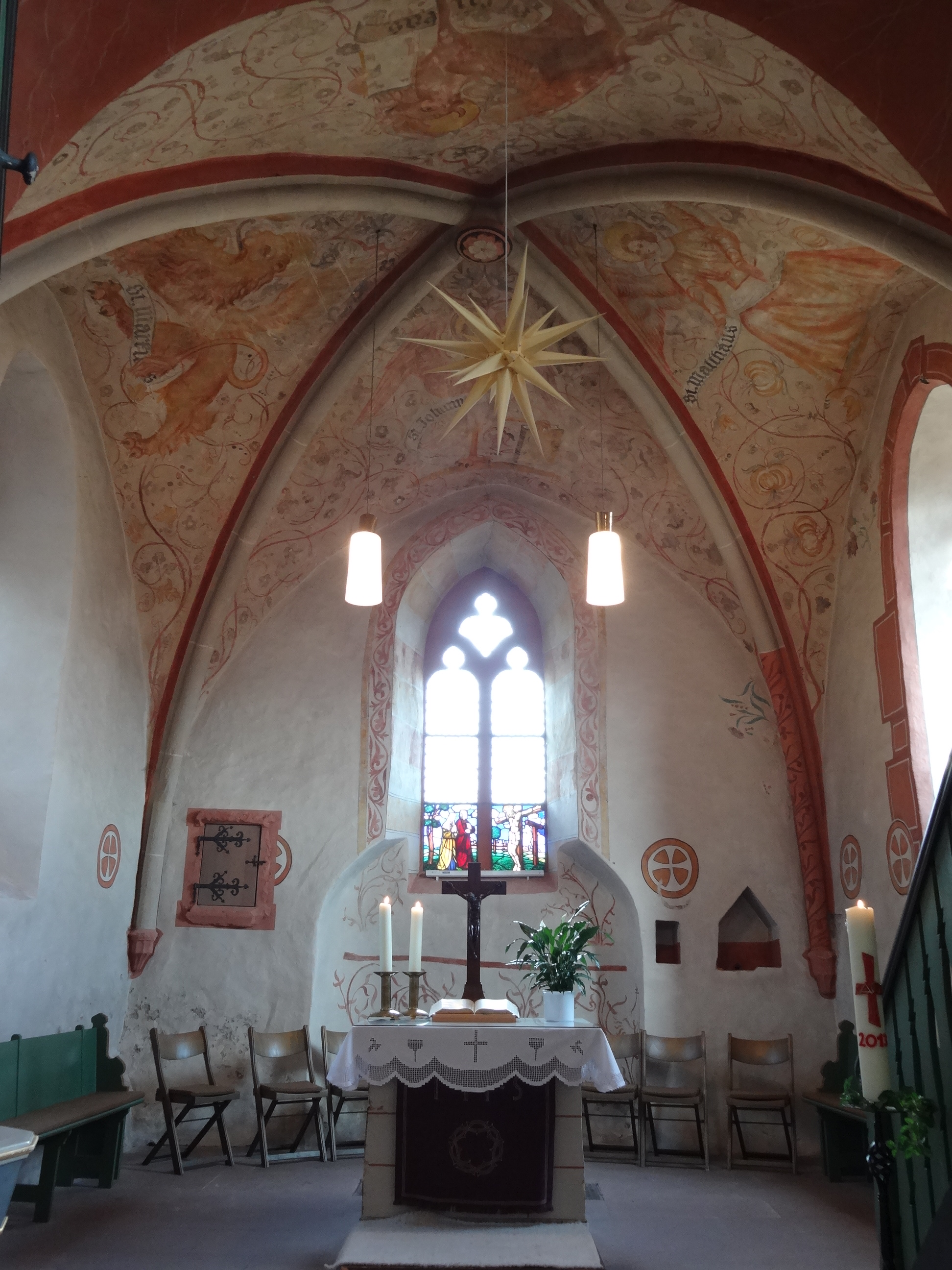
Gewölbter Altarraum

Der geostete rechteckige, wehrhafte Saalbau ist längsgerichtet auf einem Hügel erhöht weithin sichtbar und wird von einem Wehrkirchhof umgeben, dessen alte Wehrmauer erhalten ist. Das weiß verputzte Gebäude weist Eckquaderung aus rotem Sandstein auf, der auch für die Gewände aller Fenster und Türen eingesetzt wird. Die Kirche wird durch ein Westportal, das in der zweiten Hälfte des 20. Jahrhunderts überdacht wurde, und ein spätgotisches Südportal zum Chor, das ursprünglich als Priestereingang diente, erschlossen. Das alte Südportal zum Schiff ist heute innen zugemauert. An der Nordseite gewährt eine Außentreppe den Zugang zu einem weiteren überdachten rundbogigen Portal und der Nordempore. Das Kirchenschiff wird durch zwei große rechteckige Fenster an der Südseite belichtet. Aus romanischer Zeit ist inmitten der Südwand ein kleines romanisches Rundbogenfenster in mittlerer Höhe erhalten, ganz im Westen kleines schmales hochsitzendes Spitzbogenfenster, darunter ein ovales Fenster. Bis auf das alte Fenster wurden die anderen im 18. Jahrhundert und um 1900 erneuert. Ein kleines Rundfenster ist über dem Westportal angebracht. Im Zuge der Überwölbung des Altarraums im 15. Jahrhundert wurden an drei Seiten des Chors spitzbogige zweigeteilte Maßwerkfenster im Stil der Gotik eingelassen.
Der gewölbte Altarraum auf quadratischer Grundfläche schließt sich an das Schiff in gleicher Breite an. Sein Satteldach erreicht nicht ganz die Höhe des Satteldachs vom Langhaus.
An der Nordseite ist mittig der Wehrturm des 14. Jahrhunderts angebaut. Er wird durch Gesimse in drei unterschiedlich hohe Geschosse gegliedert, die sich über einem Sockel erheben. An der Nordseite ist über dem Sockel ein kleines rechteckiges Fenster eingelassen, zudem ein kleines Schlitzfenster in jeder Etage. Auch die Ost- und Westseite haben mehrere Schlitzfenster. Im obersten Geschoss befinden sich zu allen vier Seiten zweigeteilte spitzbogige Maßwerkfenster. Nur an der Westseite ist das Maßwerk ausgebrochen. Der Glockenstuhl im Obergeschoss beherbergt ein Vierergeläut. Die mittelalterliche Glocke ist den Evangelisten gewidmet. Die drei Rincker-Glocken, die 1950 als Ersatz für die im Zweiten Weltkrieg eingeschmolzenen Glocken gegossen wurden, tragen als Inschrift den Bibelvers aus Lk 2,14  in drei Teilen. Das pyramidale Zeltdach wird von einem Turmknauf mit schmiedeeisernem Kreuz und vergoldetem Wetterhahn bekrönt. In der Nordostecke zwischen Chor und Turm ist eine niedrige Sakristei angebaut, die durch eine rechteckige Tür an der Ostseite zugänglich ist. Eine schmale spitzbogige Tür verbindet Chor und Sakristei.
Der Grundriss der Kirche entspricht dem der Kirche in Gonterskirchen. Der Turm steht dort über dem Chor, in Ober-Widdersheim wurde er an der Nordseite der Kirche angefügt.

## Ausstattung

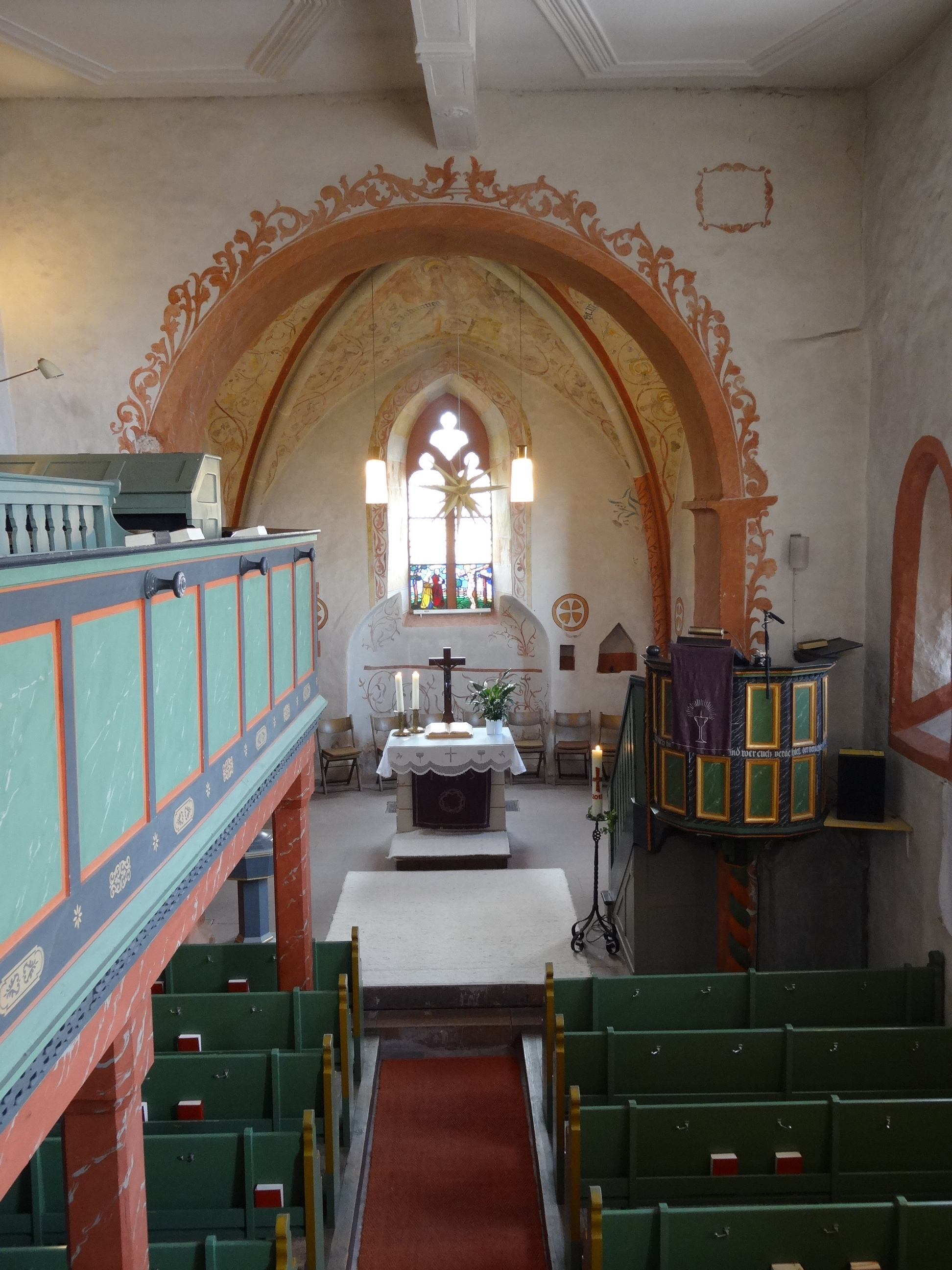
Blick Richtung Osten

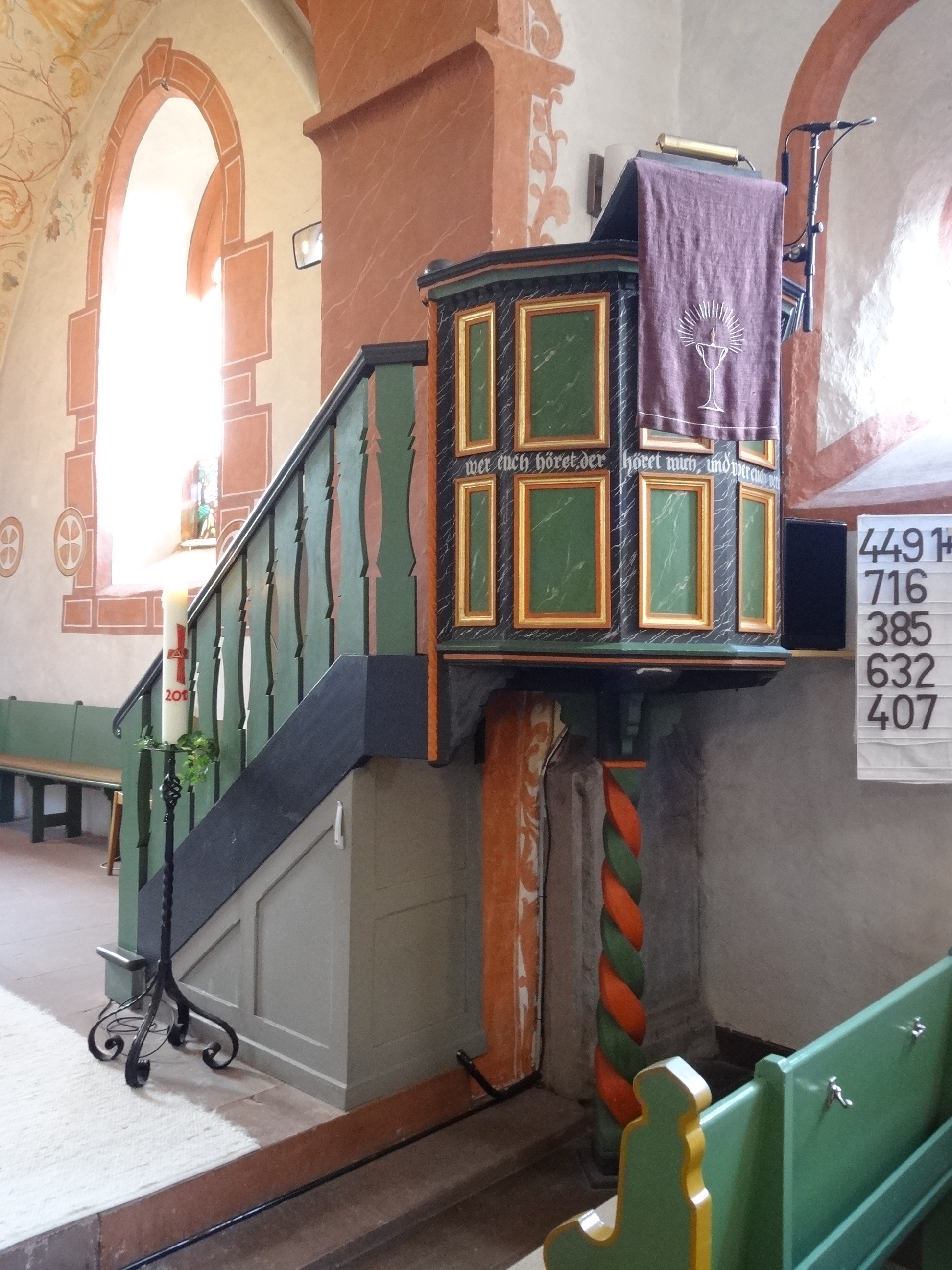
Kanzel

Das Kirchenschiff wird von einer stuckierten Flachdecke aus dem 17. Jahrhundert mit geometrischen Figuren abgeschlossen und von einem Unterzug getragen. Die barocke Nord- und Westempore mit kassettierter Brüstung ruht auf viereckigen Holzstützen, die marmoriert bemalt sind. Das hölzerne Kirchengestühl lässt einen Mittelgang frei.
Die hölzerne polygonale Kanzel aus der Barockzeit ruht auf einer gewundenen Säule, das zwölfeckige hölzerne Taufbecken auf einer sechseckigen Säule mit sechseckigem Fuß.
Ein großer rundbogiger Chorbogen verbindet das Schiff mit dem Altarraum. Er hat vorkragende Kämpferplatten und bemaltes Rankenwerk.
Das Kreuzrippengewölbe des Chors ist mit Fresken aus dem Ende des 15. Jahrhunderts bemalt. Sie stellen die Evangelistensymbole dar, die von zartem Rankenwerk umgeben sind. Die Wulstrippen ruhen auf kleinen Konsolen. Der Schlussstein ist mit einer Rose belegt. An den Wänden sind etliche Weihekreuze aufgemalt. Die drei Chorfenster haben im unteren Drittel moderne Glasmalerei. Die östliche Altarwand ist statt Apsis mit einer großen Nische versehen, die mit Rankenwerk bemalt ist. Rechts davon sind zwei kleine Nischen – die rechte diente als Piscina – und links eine spätgotische Sakramentsnische eingelassen, die mit einer Holztür verschlossen ist. Der Blockaltar hat eine Quaderbemalung. Auf dem Altar steht ein hölzernes Kruzifix des Dreinageltypus.

## Orgel

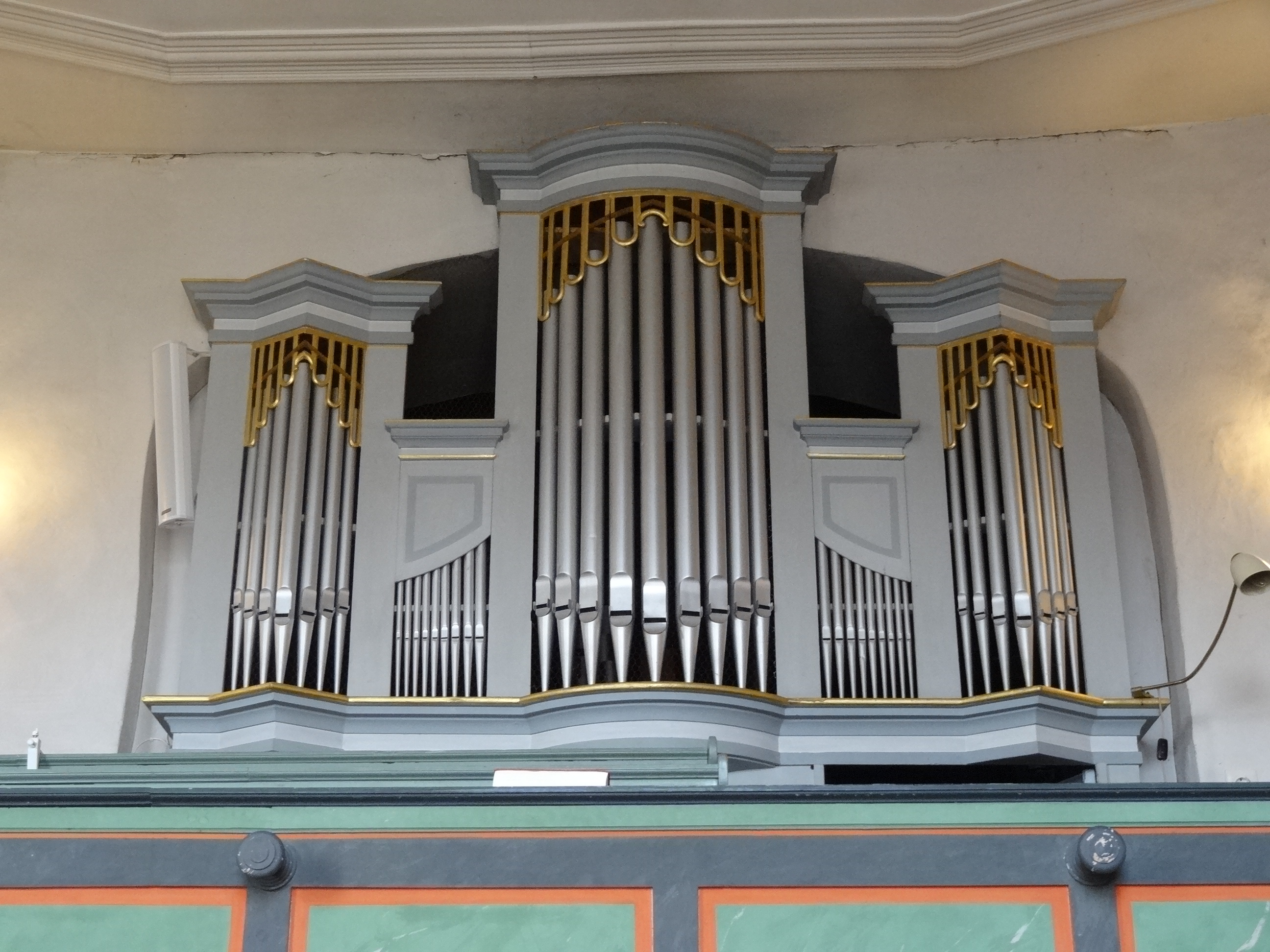
Orgelprospekt von 1832

Eine Orgel ist für die 1660er Jahre bezeugt. 1681 wurde ein neues Instrument mit sechs Registern von einem Orgelbauer aus Griedel angeschafft, wo zu der Zeit Conrad und Gottfried Grieb arbeiteten. Siegfried von Staden ergänzte 1687 ein weiteres Register. Eine Instandsetzung führte Conrad Wagner aus Allendorf (Lumda) 1724 durch. 1796 erlitt die Orgel Kriegsschäden. Spätestens 1829 war sie auf zehn Register angewachsen. 1832 erfolgte ein Neubau durch H. Krämer aus Leusel. Johann Georg Förster reparierte die Orgel 1842, 1891 und 1892. Die Firma Förster & Nicolaus schuf 1928 ein neues Werk mit neun Registern, pneumatischer Traktur und freistehendem Spieltisch auf der Nordempore. Im Jahr 1952 nahm dieselbe Firma einen Erweiterungsumbau vor. Der Prospekt aus dem Jahr 1832 ist fünfteilig: Der überhöhte mittlere Rundturm wird von zwei Ecktürmen flankiert, die durch zwei niedrige Flachfelder miteinander verbunden werden. Die Disposition lautet wie folgt:
| I Manual C–g3 |       |
| Quintade      | 8′    |
| Gedackt       | 4′    |
| Prinzipal     | 2′    |
| Quinte        | 1 ⁄3′ |

| II Manual C–g3 |    |
| Rohrflöte      | 8′ |
| Prinzipal      | 4′ |
| Scharf III–IV  |    |

| Pedal C–f1 |     |
| Subbaß     | 16′ |
| Flöte      | 4′  |

- Koppeln:
  - Normalkoppeln: II/I, I/P, II/P
  - Suboktavkoppeln: II/I 16′
- Spielhilfen: Tutti-Tritt